# 유쿠하시정
유쿠하시정 (유쿠하시마치)(行橋町)은 후쿠오카현 미야코군에 설치되었던 정이다. 현재의 유쿠하시시에 해당한다.